# Kľušov
Kľušov (allemand : Kluschdorf), est un village de Slovaquie situé dans la région de Prešov.

## Histoire
Première mention écrite du village en 1330.

## Démographie

### Évolution de la population
| Année:               | 1994. | 2004.   | 2014.   | 2024.   |
| -------------------- | ----- | ------- | ------- | ------- |
| Nombre de personnes: | 970   | 1033    | 1092    | 1089    |
| Différence:          |       | +6,49 % | +5,71 % | -0,27 % |

| Année:               | 2023. | 2024.   |
| -------------------- | ----- | ------- |
| Nombre de personnes: | 1074  | 1089    |
| Différence:          |       | +1,39 % |